# Орден Саксен-Эрнестинского дома
Династический орден Саксен-Эрнестинского дома (нем. Herzoglich Sachsen-Ernestinischer Hausorden) — орден, учреждённый в 1833 году Эрнстом I Саксен-Кобург-Готским совместно с суверенными герцогами Фридрихом Саксен-Альтенбургским и Бернгардом II Эрихом Фрейндом Саксен-Мейнинген-Гильдбургсгаузенским. Рассматривался как преемник некогда угасшего ордена «Немецкого чистосердечия», учреждённого в 1690 году. От последнего также был перенят девиз — «Верно и стойко» (лат. Fideliter Et Constanter). Орден присваивался всем членам саксен-эрнестинского рода и лицам, имевшим заслуги перед Эрнестинским домом.

## Степени
Изначально (с 1833 г.) орден имел 4 степени:
- Большой крест
- Командор 1-го класса
- Командор 2-го класса
- Кавалер (Рыцарь)

В 1864 году на классы были разделены и кавалеры:
- Кавалер 1-го класса
- Кавалер 2-го класса

А также учреждёны:
- Крест «За заслуги»
- Золотая медаль «За заслуги»
- Серебряная медаль «За заслуги»

## Иллюстрации

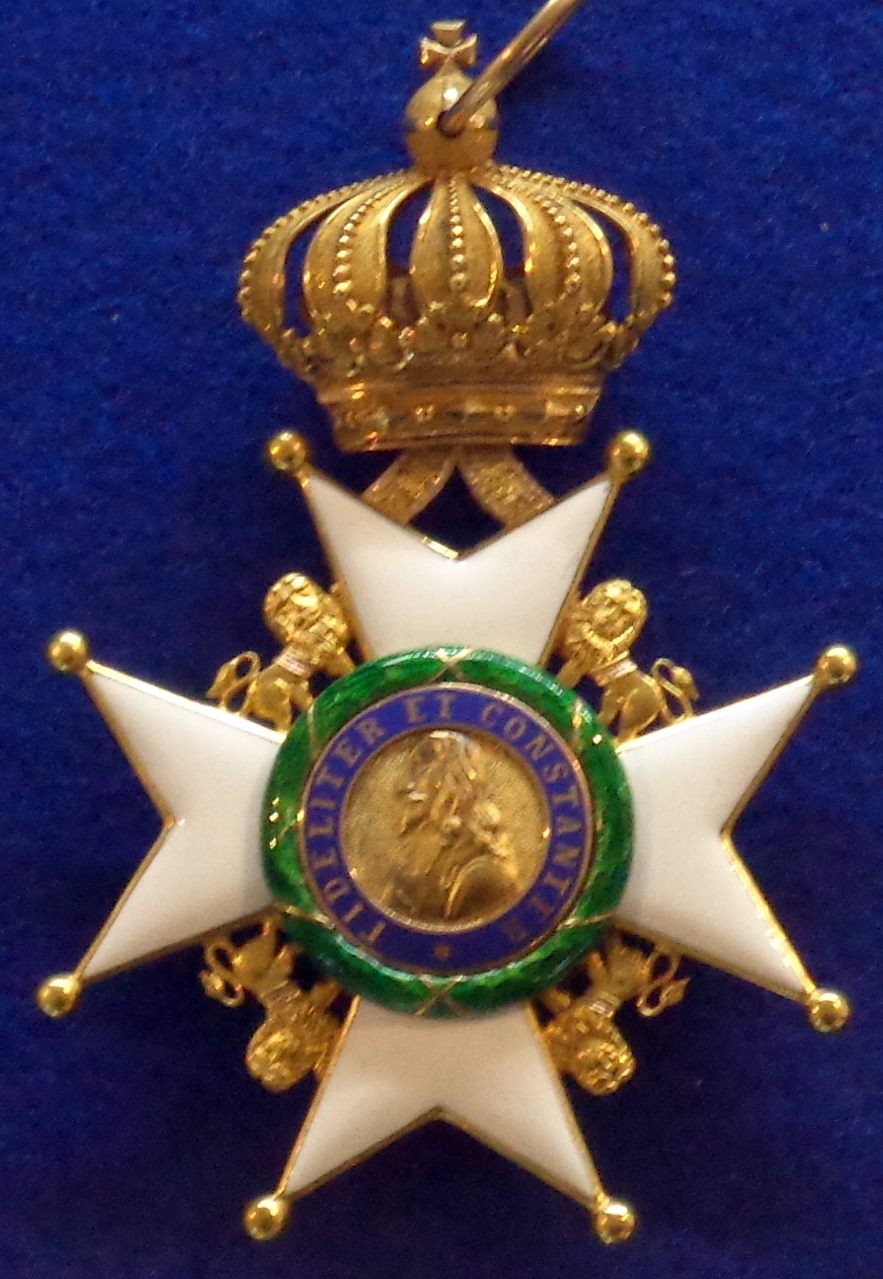
Знак командора 2-го класса
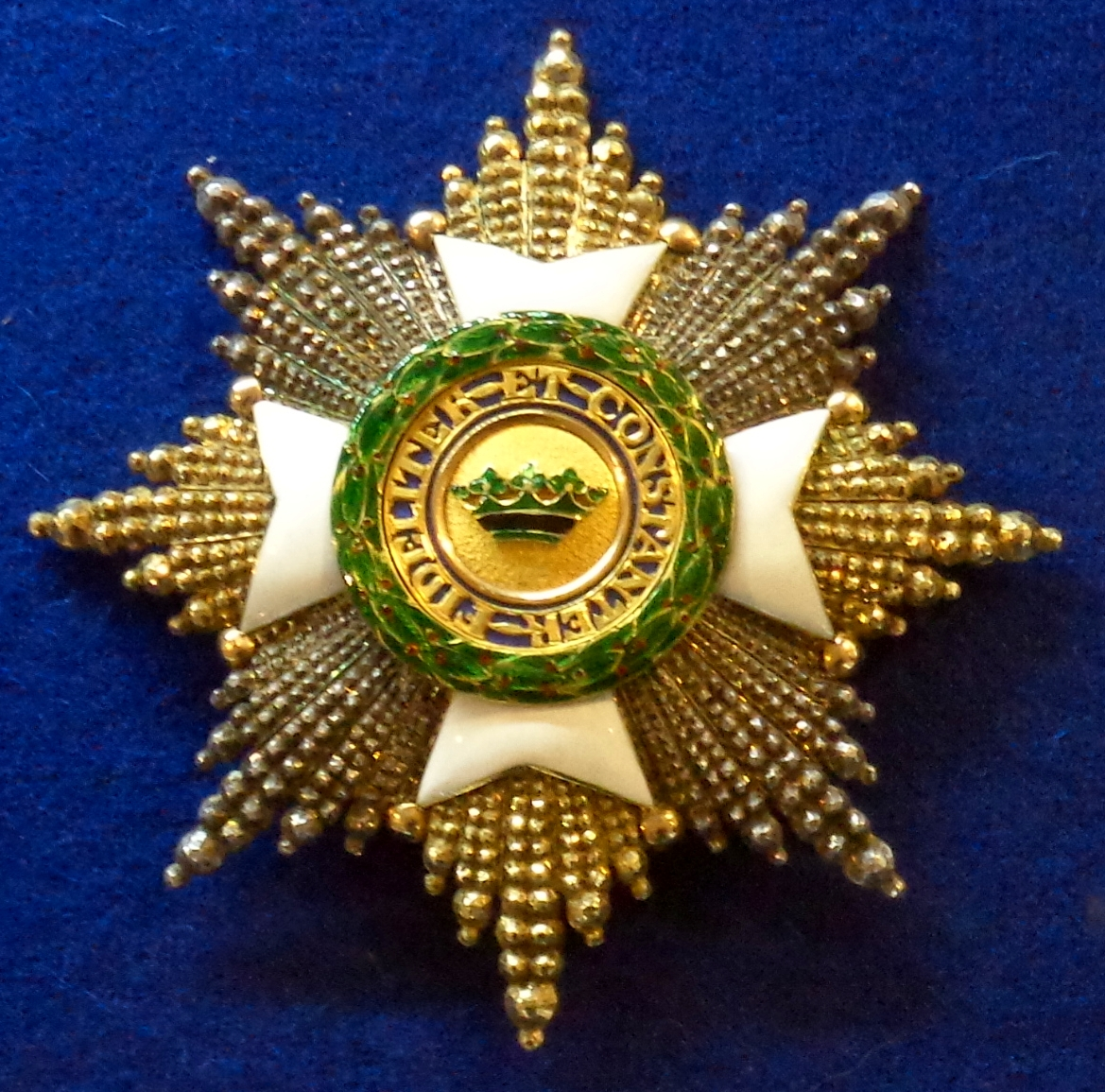
Звезда Большого креста
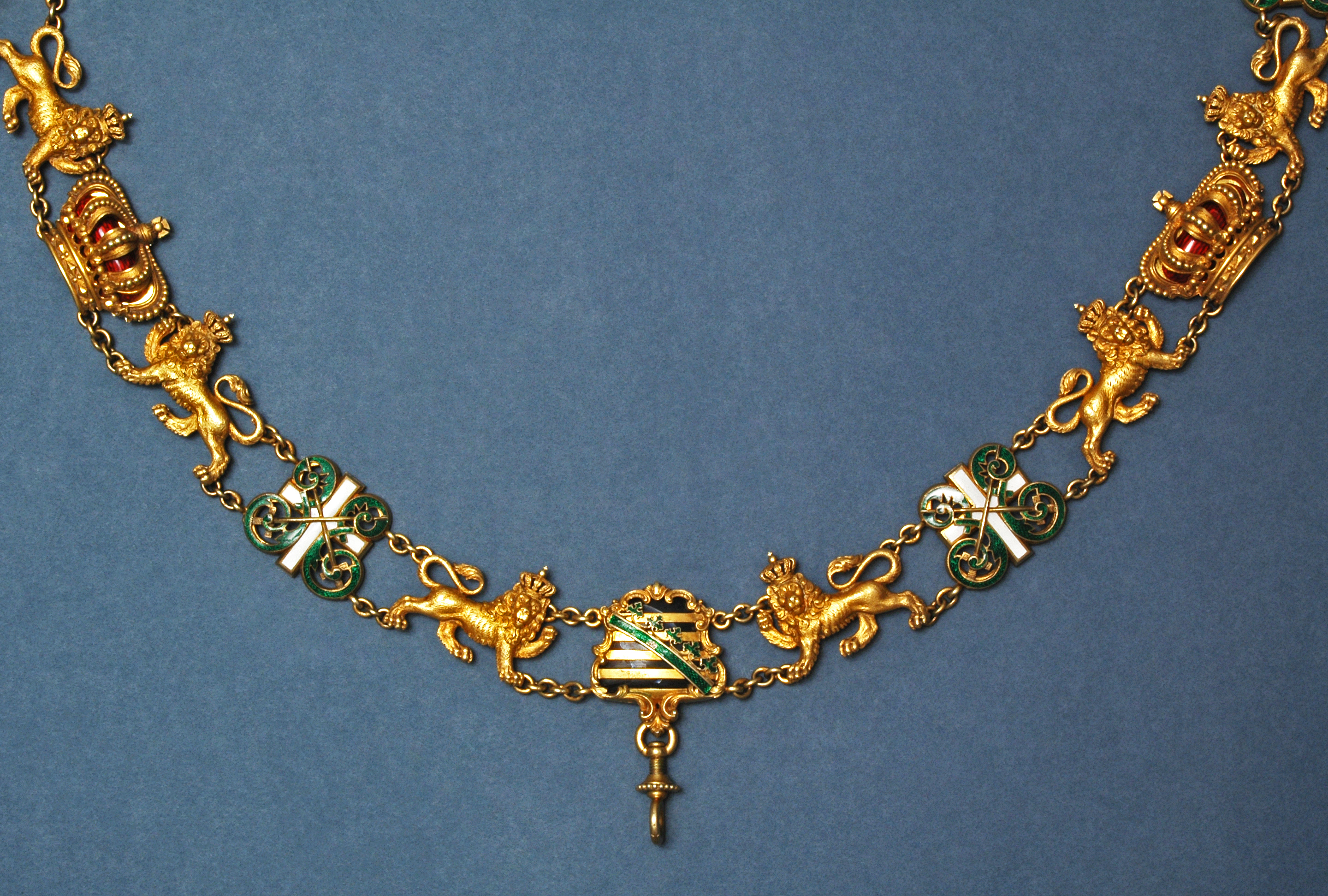
Орденская цепь Большого креста (центральный фрагмент)
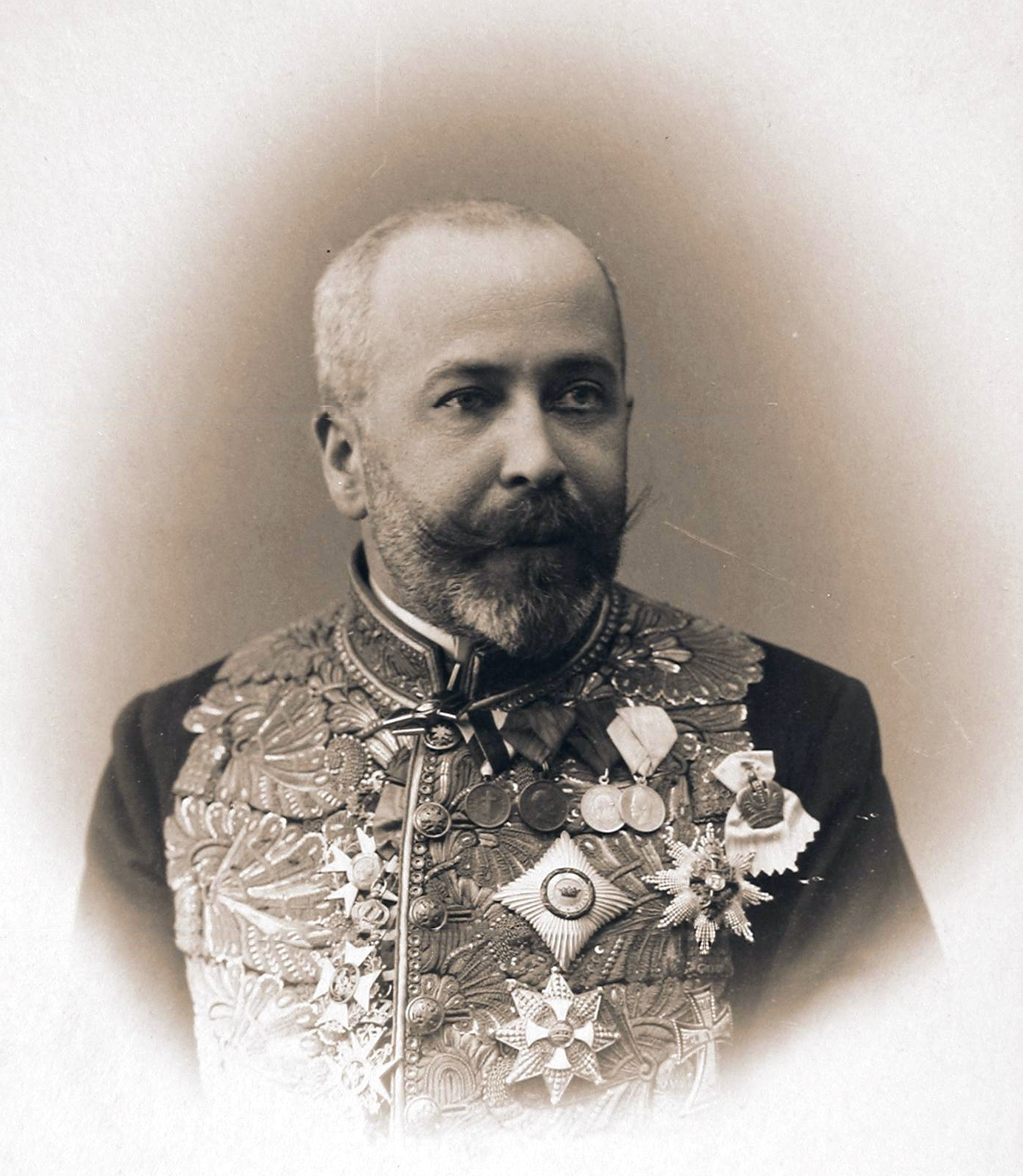
Командорская звезда (верхняя слева) на портрете кавалера (предположительно В. Е. Кониара)